# Dendrobium fimbriatum
Dendrobium fimbriatum är en orkidéart som beskrevs av William Jackson Hooker. Dendrobium fimbriatum ingår i släktet Dendrobium, och familjen orkidéer. Inga underarter finns listade i Catalogue of Life.

## Bildgalleri

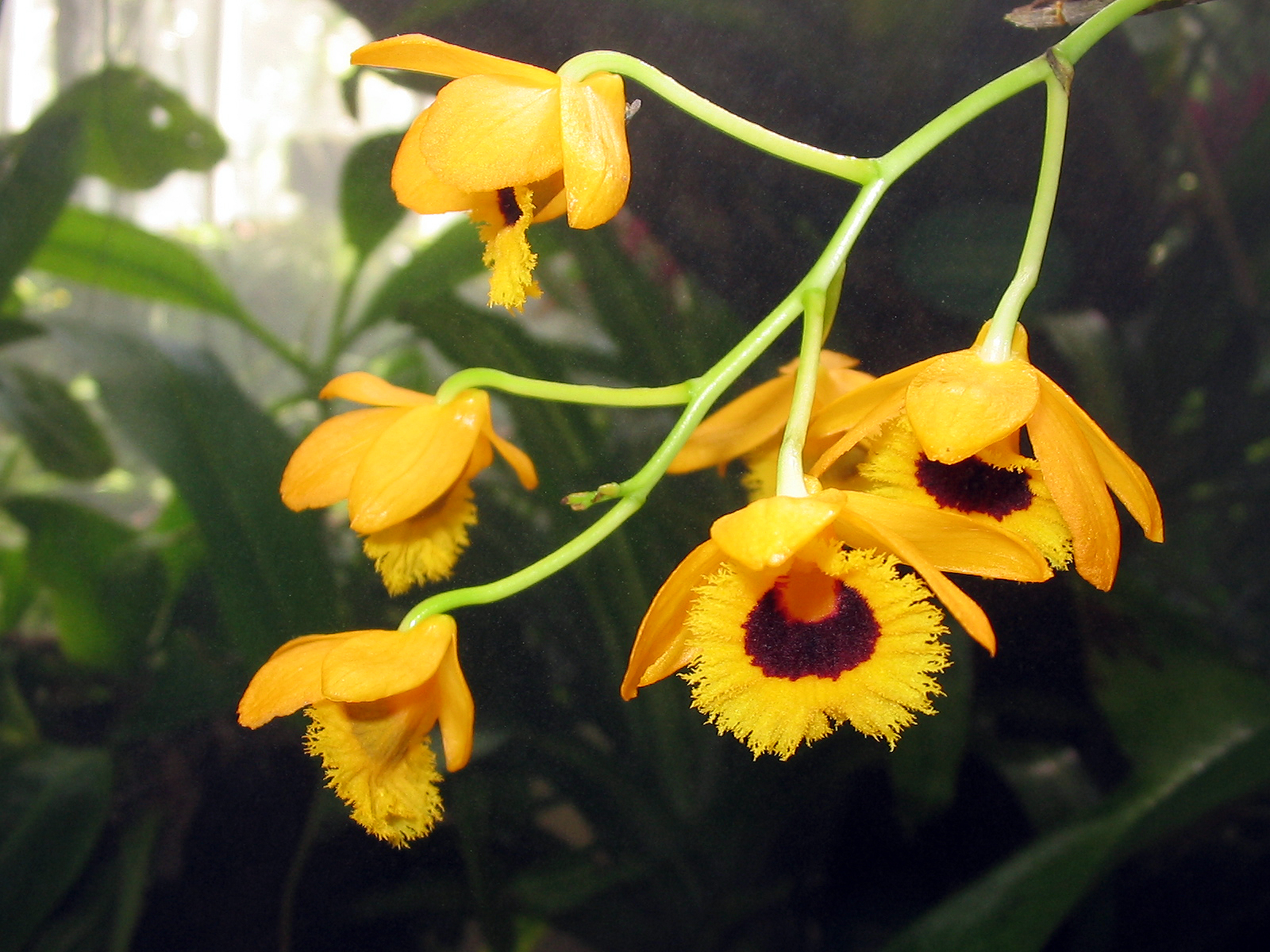
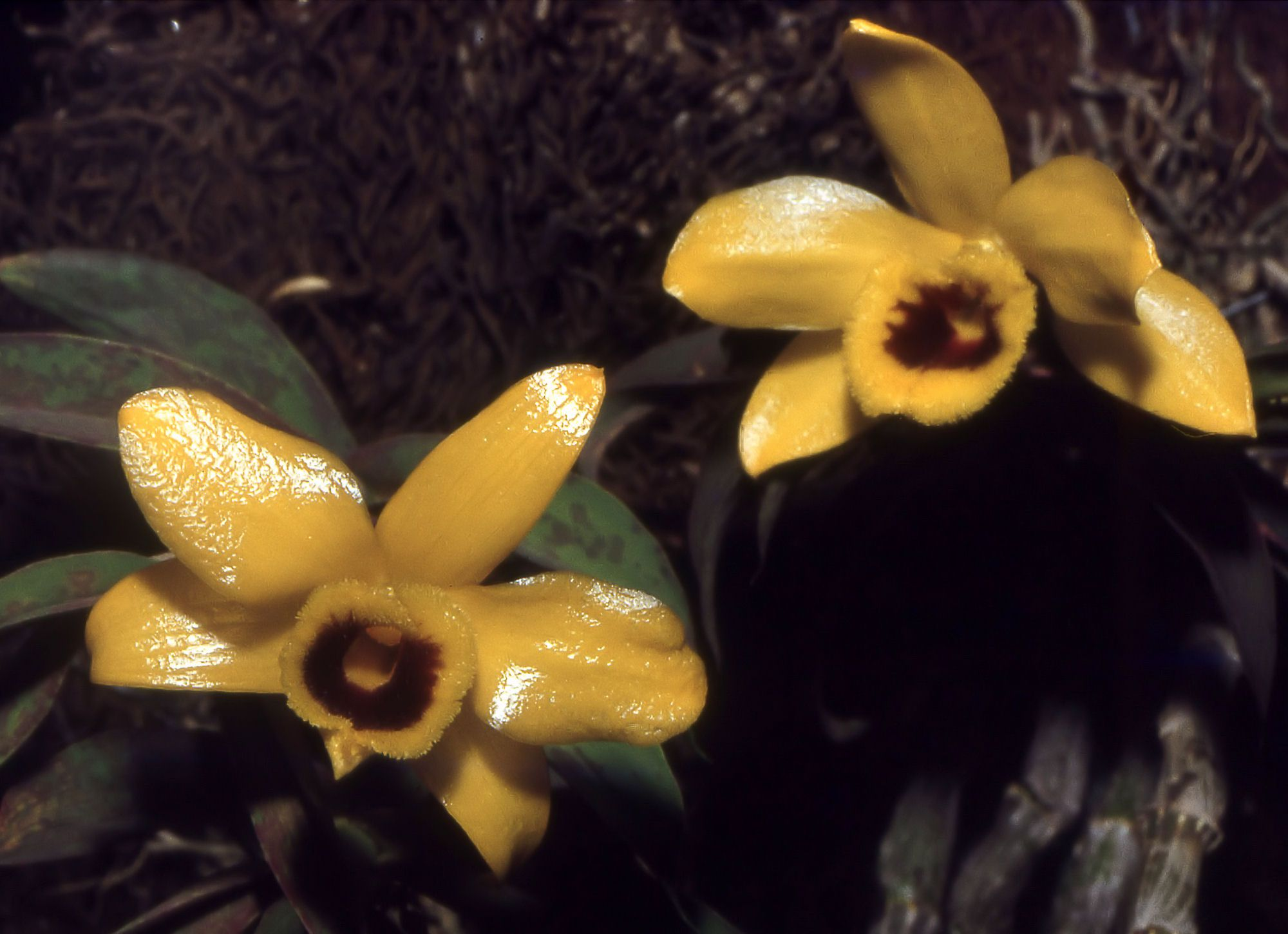
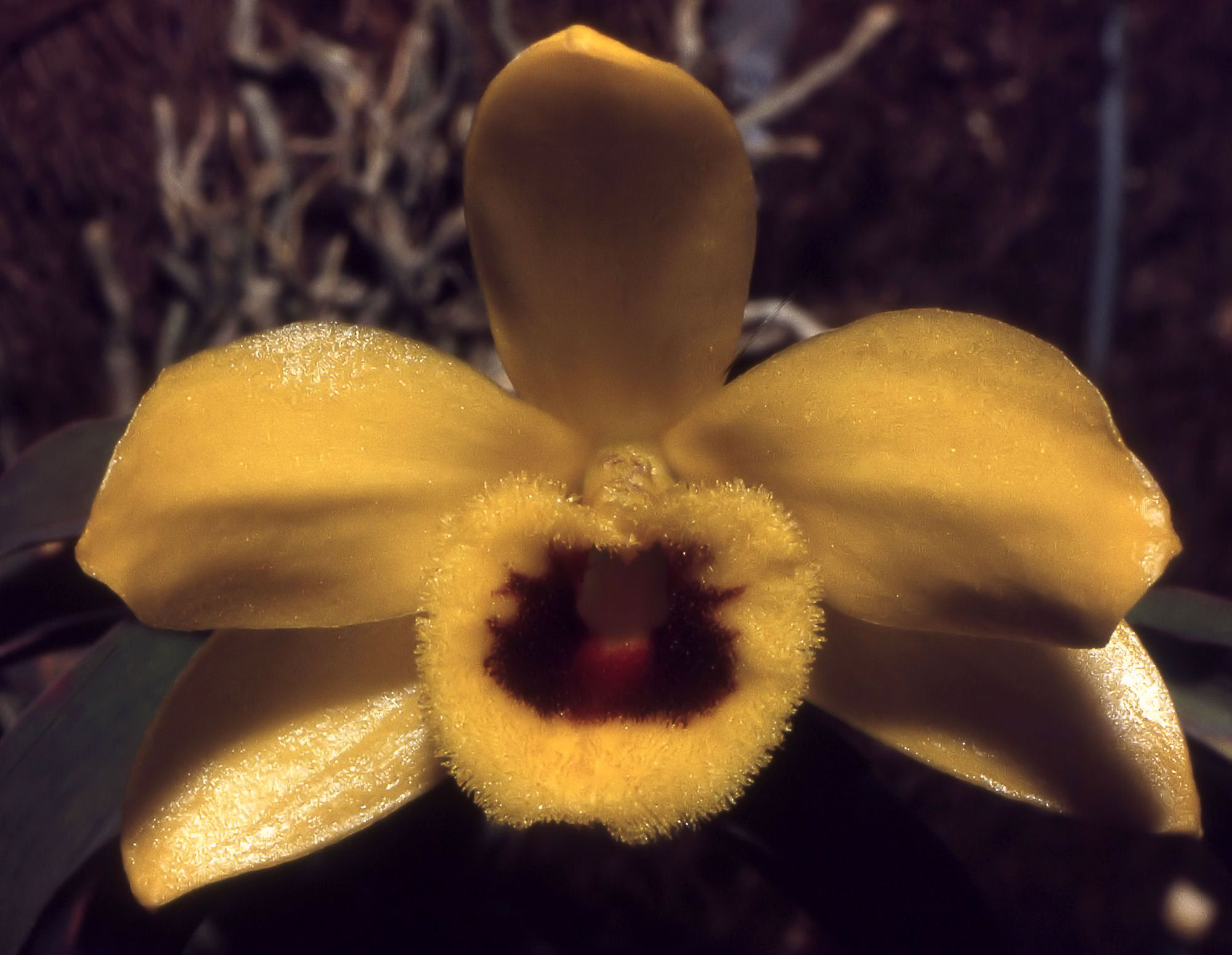
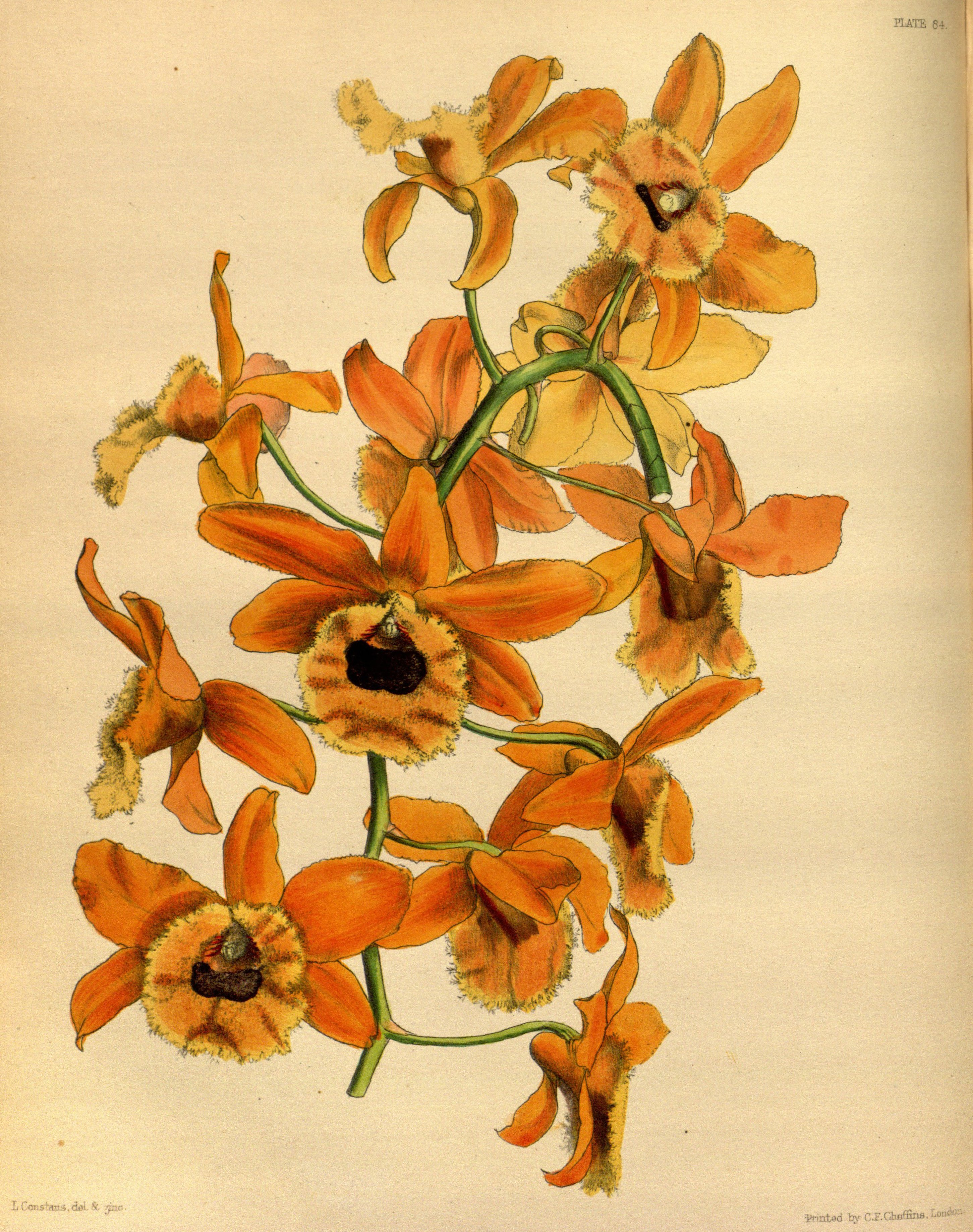